# Ozaukee County
Das Ozaukee County ist ein County im US-amerikanischen Bundesstaat Wisconsin. Im Jahr 2020 hatte das County 91.503 Einwohner und eine Bevölkerungsdichte von 143,8 Einwohnern pro Quadratkilometer. Der Verwaltungssitz (County Seat) ist Port Washington.
Das Ozaukee County ist Bestandteil der Metropolregion Milwaukee.

## Geographie
Das County liegt im Südosten Wisconsins am Westufer des Michigansees. Es hat eine Fläche von 2891 Quadratkilometern, wovon 2290 Quadratkilometer Wasserfläche sind. Im Hinterland des Michigansees wird das County vom Milwaukee River durchflossen, der in der südlich des Ozaukee County gelegenen Stadt Milwaukee in den See mündet.
An das Ozaukee County grenzen folgende Nachbarcountys:
|                   | Sheboygan County |  |
| Washington County |                  |  |
| Waukesha County   | Milwaukee County |  |

## Geschichte

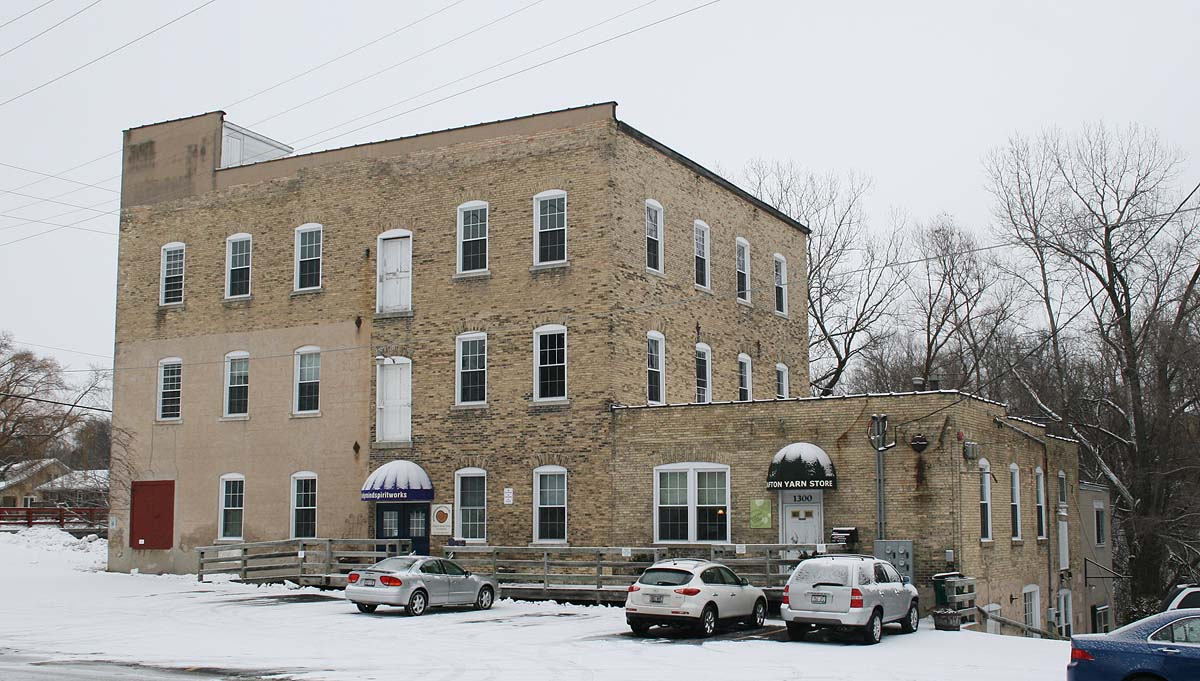
Grafton Flour Mill

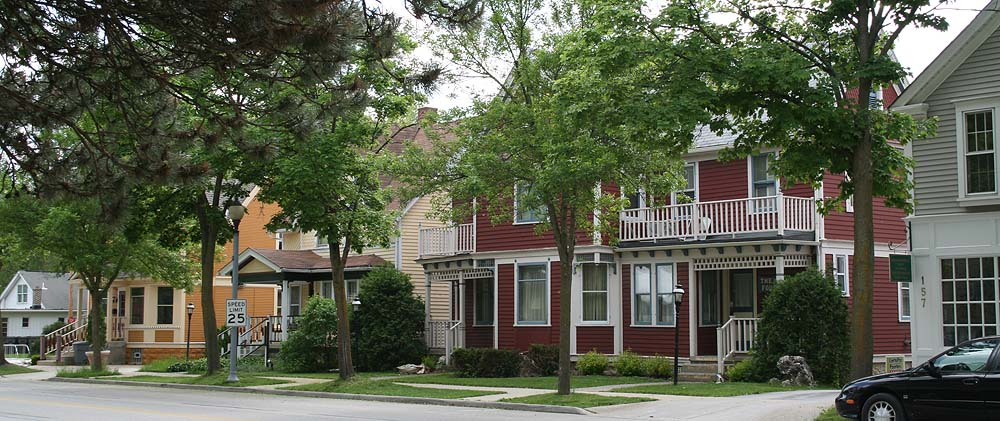
Thiensville

Ozaukee County wurde 1853 aus Teilen des Milwaukee County gebildet. Benannt wurde es nach der Selbstbezeichnung des Indianer-Stammes der Sauk.

### Historische Objekte
Neben dem seit 1976 mit der Nummer 76000071 im NRHP gelisteten Old Ozaukee County Courthouse existieren im County noch eine Reihe weiterer historischer Objekte, wie beispielsweise:
In Grafton steht die historische Grafton Flour Mill. Die aus dem 19. Jahrhundert stammende Getreidemühle, steht an der 14th Avenue und wurde am 30. Juni 1983 vom National Register of Historic Places als historisches Denkmal mit der Nummer 83003409 aufgenommen.
In Thiensville befindet sich der historische Green Bay Road Historic District. Das Gebiet umfasst 11 Gebäude und wurde am 26. November 2004 vom National Register of Historic Places als historischer Distrikt mit der Nummer 04001278 aufgenommen.
Weitere Objekte:
- Liste der Einträge im National Register of Historic Places im Ozaukee County

## Bevölkerung
Nach der Volkszählung im Jahr 2010 lebten im Ozaukee County 86.395 Menschen in 34.093 Haushalten. Die Bevölkerungsdichte betrug 143,8 Einwohner pro Quadratkilometer. In den 34.093 Haushalten lebten statistisch je 2,5 Personen.
Ethnisch betrachtet setzte sich die Bevölkerung zusammen aus 95,0 Prozent Weißen, 1,5 Prozent Afroamerikanern, 0,3 Prozent amerikanischen Ureinwohnern, 2,0 Prozent Asiaten sowie aus anderen ethnischen Gruppen; 1,1 Prozent stammten von zwei oder mehr Ethnien ab. Unabhängig von der ethnischen Zugehörigkeit waren 2,6 Prozent der Bevölkerung spanischer oder lateinamerikanischer Abstammung.
22,2 Prozent der Bevölkerung waren unter 18 Jahre alt, 61,0 Prozent waren zwischen 18 und 64 und 16,8 Prozent waren 65 Jahre oder älter. 50,9 Prozent der Bevölkerung waren weiblich.
Das jährliche Durchschnittseinkommen eines Haushalts lag bei 75.854 USD. Das Pro-Kopf-Einkommen betrug 42.180 USD. 4,6 Prozent der Einwohner lebten unterhalb der Armutsgrenze.

## Ortschaften im Ozaukee County
Citys
- Cedarburg
- Mequon
- Port Washington

Villages
| - Bayside1 - Belgium - Fredonia - Grafton | - Newburg2 - Saukville - Thiensville |

Census-designated place (CDP)
- Waubeka

Unincorporated Communities
| - Dacada3 - Decker Corner - Decker - Hamilton | - Holy Cross - Horns Corners - Knellsville - Lake Church | - Lakefield - Little Kohler - Sauk Trail Beach - Ulao |

1 – teilweise im Milwaukee County

2 – teilweise im Washington County

3 – teilweise im Sheboygan County

## Gliederung
Das Ozaukee County ist neben den drei Citys und sieben Villages in sechs Towns eingeteilt:
| Town                    | Einwohner (2010) | FIPS     |
| ----------------------- | ---------------- | -------- |
| Town of Belgium         | 1415             | 55-06175 |
| Town of Cedarburg       | 5760             | 55-13400 |
| Town of Fredonia        | 2172             | 55-27575 |
| Town of Grafton         | 4053             | 55-30025 |
| Town of Port Washington | 1643             | 55-64475 |
| Town of Saukville       | 1822             | 55-71725 |